# Association libre (psychanalyse)

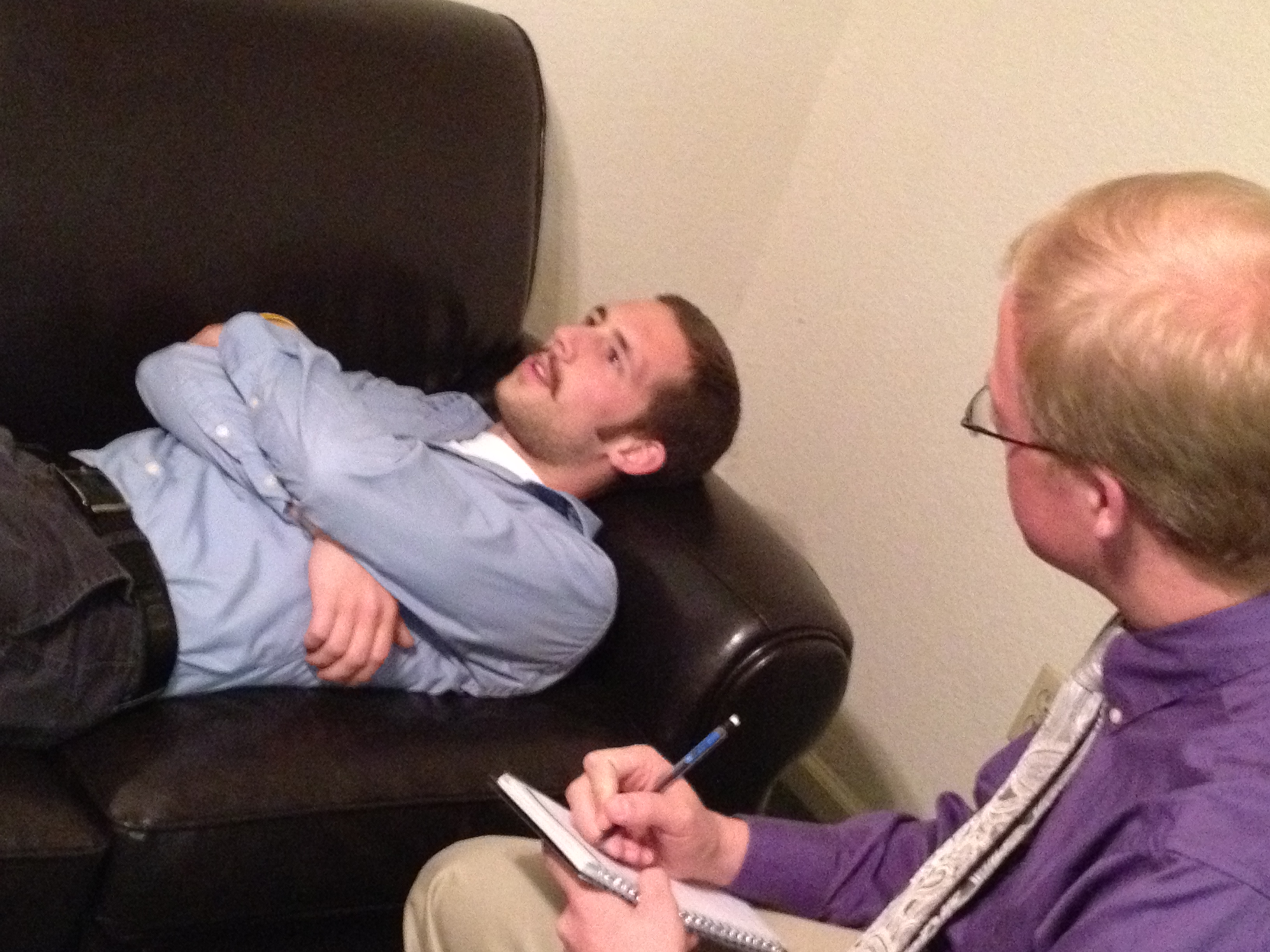
un psychanalyste avec un patient

Pour les articles homonymes, voir association et Libre association.
L'association libre (freie Assoziation) est la première règle fondamentale de la cure psychanalytique. Elle consiste pour l'analysant à exprimer les pensées qui lui viennent à l'esprit à partir d'un élément donné ou de façon spontanée, dans le cadre des séances analytiques.

## Définition
La « règle fondamentale » de « libre association » (ou « association libre »), constitutive de la technique psychanalytique,  « consiste à exprimer sans discrimination toutes les pensées qui viennent à l'esprit, soit à partir d'un élément donné (mot, nombre, image d'un rêve, représentation quelconque), soit de façon spontanée ».
« Liberté » d'associer ne veut pas dire « indétermination » : il s'agit en fait d'écarter une « sélection volontaire des pensées ». Dans les termes de la première topique freudienne, la règle a donc pour but d'éliminer la « censure » en révélant les défenses inconscientes, c'est-à-dire « l'action de la première censure (entre le préconscient et l'inconscient) », après avoir mis hors jeu « la seconde censure (entre le conscient et le préconscient) ».

## Chez Sigmund Freud
Historiquement, Sigmund Freud fut d'abord influencé par le récit du traitement de Bertha Pappenheim (dite Anna O.) effectué par Josef Breuer. Celle-ci qualifiait les séances avec Breuer de « ramonage de cheminée » et inventa le terme de « talking cure ». Cette cure et cette technique de libre association ont été découvertes pendant cette période que des auteurs comme Roussillon appellent la période pré-psychanalytique, c'est-à-dire avant que la cure psychanalytique au sens strict du terme n'ait été conçue en particulier par la prise en compte de la dynamique du transfert et du contre-transfert.
Elle vient de la « psychologie associationniste » et repose sur l'idée du déterminisme psychique. Les associations, selon Freud, ne se font pas au hasard mais selon certaines règles (cf. Métapsychologie, L'interprétation des rêves ) et ramènent toujours au point nodal, soit à l'époque de la cure de Breuer, au traumatisme, plus tard et dans la psychanalyse actuelle, à la répétition dans le transfert.
Le procédé a été mis au point à partir de 1892, 1895 (Études sur l'hystérie), 1898.

Voici ce que Freud disait à ses patients : 

« Votre récit doit différer, sur un point, d'une conversation ordinaire. Tandis que vous cherchez généralement, comme il se doit à ne pas perdre le fil de votre récit et à éliminer toutes les pensées, toutes les idées secondaires qui gêneraient votre exposé et qui vous feraient remonter au déluge, en analyse vous procédez autrement. Vous allez observer que, pendant votre récit, diverses idées vont surgir, des idées que vous voudriez bien rejeter parce qu'elles sont passées par le crible de votre critique. Vous serez alors tenté de vous dire : « ceci ou cela n'a rien à voir ici » ou bien : « telle chose n'a aucune importance » ou encore : « c'est insensé et il n'y a pas lieu d'en parler ». Ne cédez pas à cette critique et parlez malgré tout, même quand vous répugnez à le faire ou justement à cause de cela. Vous verrez et comprendrez plus tard pourquoi je vous impose cette règle, la seule d'ailleurs que vous deviez suivre. Donc, dites tout ce qui vous passe par l'esprit. Comportez-vous à la manière d'un voyageur qui assis près de la fenêtre de son compartiment, décrirait le paysage tel qu'il se déroule à une personne placée derrière lui. Enfin, n'oubliez jamais votre promesse d'être tout à fait franc, n'omettez rien de ce qui pour une raison quelconque, vous paraît désagréable à dire (…). »

## Chez Carl Gustav Jung
Jung reprend les expériences de Francis Galton (qui mit au point un test d'association des mots en 1879) et de Wilhelm Wundt (qui étudia les réactions et mesure les temps de réaction de personnes face à des mots inducteurs). Il travaille en collaboration avec Franz Riklin père, de 1901 à 1904. Au début, Eugen Bleuler proposa 156 mots pour détecter les diverses psychoses. L'adaptation clinique et la traduction française du test des associations a été réalisée en 2016 par le Dr. Émile Guibert à partir des travaux et statistiques de l'école de Zurich. On lui doit l'établissement du manuel du test, de la feuille de passation, d'une grille d'analyse ainsi que des feuilles graphiques pour les temps de réaction, rendant désormais possible un usage clinique du test. Par extension, sa méthode d'interprétation, l'« amplification », autorise à comparer les messages oniriques aux mythes et aux productions culturelles de toutes les époques.
« Je vous parlerai d'abord des expériences d'associations… L'expérimentateur dispose d'une liste de mots, dits mots inducteurs, qu'il a choisis au hasard et qui ne doivent avoir entre eux aucun rapport de signification… En voici un exemple : eau, rond, chaise, herbe, bleu, couteau, aider, poids, prêt… L'expérimentateur invite le sujet à réagir à chaque mot inducteur aussi rapidement que possible en prononçant seulement le premier mot qui lui vient à l'esprit… L'expérimentateur mesure le temps de réaction avec un chronomètre qui indique les cinquièmes de seconde… On note le temps écoulé, dit temps de réaction... J'ai été un jour mis au pied du mur par un professeur de droit qui s'intéressait à ces expériences tout en n'y croyant guère… Je pus me risquer aux conclusions suivantes : 1) Mon bonhomme devait avoir des difficultés financières d'un ordre quelconque, car à « argent » il associe « peu » et à « payer » il réagit violemment. 2) … Au mot « mort » le sujet répond par « mourir » : il ne quitte pas ce thème ; il pense à la mort et cela le retient. 3) « Embrasser » — « beau ». Voilà autre chose ; c'est comme un cri du cœur ! Chez un vieux juriste cela nous surprend. »

## Critiques
Selon le psychologue, sociologue et essayiste G. William Domhoff et le psychologue cognitiviste David Foulkes, l'idée selon laquelle l'association libre permet d'accéder au contenu latent du rêve est infirmée par des travaux de psychologie expérimentale, qui ont conclu au caractère arbitraire de cette méthode. Le neuropsychiatre Allan Hobson a critiqué l’ouvrage de Domhoff en lui reprochant de méconnaître les mécanismes neurobiologiques qu'il étudie, et Drew Westen (en) remarque que Foulkes partage des points de vue avec la théorie de Freud, notamment qu'il existe un contenu latent et un contenu manifeste qui en est la transformation, et que cette transformation relève d'un langage à déchiffrer. Selon le neurologue Bernard Lechevalier, il y a compatibilité entre la conception psychanalytique du rêve et les neurosciences. Selon le neuroscientifique Jonathan Winson, l’association libre de Freud est une méthode valide, qui permet l'accès au contenu latent.

#### Auteurs de référence
- Sigmund Freud,
  - (Avec Josef Breuer) Études sur l'hystérie (1895), dans les Œuvres complètes de Freud / Psychanalyse (OCF.P) vol. 2 : 1893-1895 Études sur l'hystérie et textes annexes, traducteurs : J. Altounian, P. Cotet, P. Haller, C. Jouanlanne, F. Kahn, R. Laîné, M.-T. Schmidt, A. Rauzy, F. Robert, Paris, PUF,  (ISBN 978-2-13-055729-6), 2009
  - L'interprétation du rêve (1900), Paris, Quadrige / PUF, 2010
  - Métapsychologie (1915), dans OCF.P XIII 1914-1915, trad. Janine Altounian, André Bourguignon, Pierre Cotet et Alain Rauzy, Paris, PUF, 1re éd., 1988, 2e éd. corrigée, 1994  (ISBN 2 13 042148 2); Métapsychologie, édition PUF-Quadrige, Préface de François Robert, 2010  (ISBN 2130579574)
  - La technique psychanalytique (études de 1904 à 1937, rassemblées en français en 1953), Presses universitaires de France, 2007, coll. « Quadrige Grands textes »  (ISBN 2-13-056314-7)
- Carl Gustav Jung, The Collected Works, Princeton University Press, t. II : Experimental Researches, 1957.

#### Études
(Dans l'ordre alphabétique des noms d'auteurs :)
- Jean-Luc Donnet, « Le procédé et la règle : l'association libre analytique », Revue française de psychanalyse, volume 76, numéro 3, 2012, p. 695-723 (lire en ligne).
- Horacio Etchegoyen, Fondements de la technique psychanalytique, Préface de Daniel Widlöcher et Jacques-Alain Miller, Ed.: Hermann, 2005,  (ISBN 2-7056-6517-X) ~
- Erich Fromm, « Remarques sur les problèmes posés par l'association libre », Le Coq-héron, volume 182, numéro 3, 2005, p. 75-80 (lire en ligne)
- Jean Laplanche et J.-B. Pontalis, « Libre association (Méthode ou règle de —) », Vocabulaire de la psychanalyse (1967), Puf, 1984, p. 228-229,  (ISBN 2 13 038621 0)
- Octave Mannoni, « Le travail de la liberté », Études françaises, volume 22, numéro 1, printemps 1986, p. 77–81 (lire en ligne).
- François Peraldi, « De l’association dite ''libre'' en psychanalyse. Une monstration », Études françaises, volume 22, numéro 1, printemps 1986, p. 83–93 (lire en ligne).